# Martin Štěpán
Martin Štěpán, též Martin Stephan (13. srpna 1777 Štramberk – 21. února 1846 Illinois, USA), byl český luterský kazatel.

## Život
Po krátkém působení v Habřině se stal roku 1810 kazatelem českého exulantského sboru v Drážďanech. Kázal německy a česky. Teologicky zastával ortodoxní linii oproti tehdy převažujícímu racionalismu. Arcijáhen Christian Adolph Pescheck charakterizoval jeho činnost v Drážďanech takto: …jeho německá kázání navštěvovalo horlivě i mnoho drážďanských obyvatel, protože vycházel přísněji z ducha Bible než mnozí jiní.
S malou skupinou 665 luteránů se roku 1838 přeplavil z Německa do Severní Ameriky, kde se v lednu 1839 prohlásil biskupem této skupiny. Skupině se říkalo podle jejich vůdce stephanisté (štěpanité). Štěpán stupňoval požadavky na bezpodmínečnou poslušnost svých přívrženců, což naráželo na nesouhlas. Protože se dopustil zpronevěry, smilstva a cizoložství, byl roku 1839 zbaven úřadu biskupa a z komunity byl vyobcován. Působil pak ve státě Illinois, kde i zemřel a je pohřben.
Skupina stephanitů dala základ Luterské církvi Missourské synody (Lutheran Church - Missouri Synod), která patří v současnosti k nejvýznamnějším denominacím v USA. Štěpánův skandál, který zdiskreditoval autokratický episkopalismus, byl jedním z důvodů, proč tato církev dává silný důraz na kongregační zřízení.